# Bruno Martinotti
Bruno Martinotti (Torino, 9 novembre 1936 – Torino, 2 marzo 1986) è stato un direttore d'orchestra e compositore italiano.

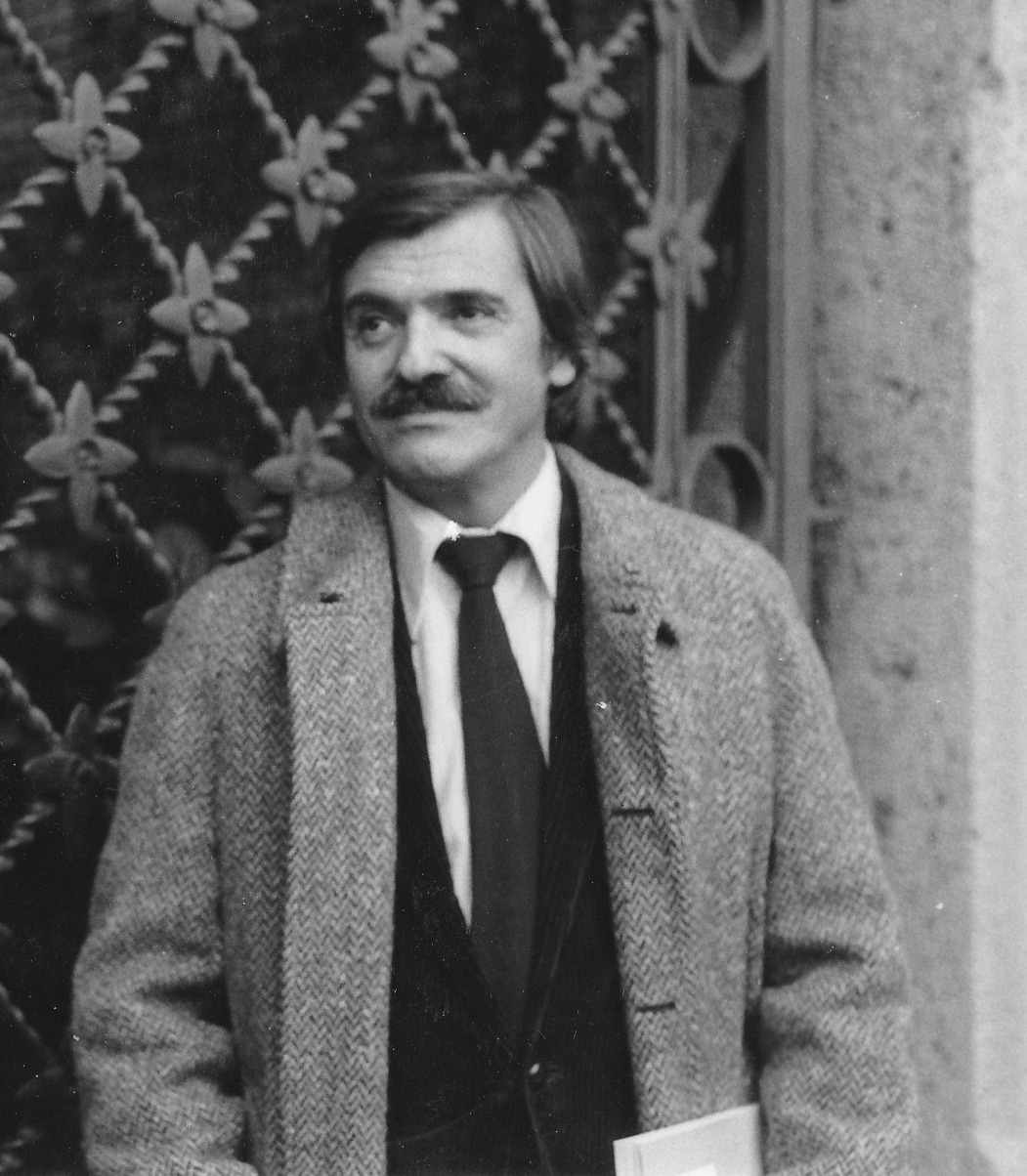
Bruno Martinotti (1936-1986)

I suoi genitori, Giovanni Martinotti ed Emma Giaccone, lo hanno indirizzato fin da piccolo allo studio della musica, per la quale dimostrava un precoce talento. Iscritto al Conservatorio Giuseppe Verdi di Torino, si è diplomato in flauto traverso nel 1954 sotto la guida del maestro Silvio Clerici e subito dopo è entrato a far parte dell’orchestra sinfonica della Rai di Torino, nella quale ha rivestito il ruolo di primo flauto fino al 1965. Ha svolto ampia attività concertistica, sia come solista che nelle formazioni cameristiche. 
Nel 1959 ha sposato Maria Pia Savi e ha avuto due figli, Raffaella (1961) e Stefano (1965). Nel frattempo si è dedicato allo studio della composizione sotto la guida di Bruno Bettinelli e della direzione d’orchestra con Sergiu Celibidache, Franco Ferrara ed Hermann Scherchen. La vittoria nel 1964 al concorso internazionale di direzione d’orchestra, bandito dall’Associazione italiana per la diffusione dell’educazione musicale (AIDEM) di Firenze, gli ha aperto le porte a una rapida carriera di direttore d’orchestra. Anche se la direzione d’orchestra è stata la sua attività principale, Martinotti non ha mai smesso di dedicarsi al flauto e alla composizione.
È morto a Torino a soli 49 anni, stroncato da un’emorragia cerebrale.

## Direzione d'orchestra
Come ha dichiarato lo stesso Martinotti, dirigere un’orchestra, anziché essere uno strumentista, significa avere a disposizione per fare musica “un’intera tavolozza di colori invece di uno solo”. Ha insegnato flauto presso il Conservatorio Giuseppe Verdi di Milano e quello di Torino dal 1961 al 1985; contemporaneamente è stato, dal 1967 al 1972, direttore stabile dell’orchestra dell’Angelicum di Milano, con la quale ha effettuato tournée, anche negli Stati Uniti e in Canada, e ha inciso dischi; nel 1968 ha debuttato al Teatro alla Scala di Milano e alla Wiener Kammeroper. Dal 1973 al 1975 è stato direttore artistico del teatro Carlo Felice di Genova, quindi direttore stabile del Teatro Regio di Torino, dal 1976 al 1983. Ha diretto, tra le altre, l'orchestra della Radio Svizzera Italiana, l'Orchestre de la Suisse Romande, l’Orchestra Filarmonica di Copenaghen, quella del Teatro Colón di Buenos Aires e quella della Staatsoper di Vienna. Ha effettuato numerose registrazioni per la RAI e ha inciso diversi dischi sia come flautista sia come direttore d’orchestra.

## Attività flautistica
Profondo conoscitore della tecnica e dell’interpretazione flautistica, Bruno Martinotti non ha mai smesso in tutta la sua vita di dedicarsi al suo strumento, sia come insegnante che come interprete e compositore. Il suo repertorio spaziava dal barocco agli autori contemporanei: con il pianista Bruno Canino ha inciso le sonate per flauto e basso continuo di Johan Sebastian Bach (cd Sarx). Al flauto ha anche dedicato la sua prima opera di compositore, la sonata del 1974 per flauto e 12 archi Steraf (acronimo del nome dei due figli, Stefano e Raffaella). Dalla sua esperienza di insegnante è nato invece il manuale Il flauto dolce, Metodo per lo studio del flauto dolce (edizioni Carish). Dalle sue classi di Conservatorio sono usciti flautisti di grande valore, tra cui Gabriele Gallotta, per anni primo flauto dell’orchestra della Rai di Milano, Lorenzo Missaglia e Federico Giarbella, primo flauto dell’orchestra del Teatro Regio di Torino.

## Attività di compositore
La prima opera di Bruno Martinotti compositore, la già citata sonata Steraf, è caratterizzata da “una scrittura virtuosistica del solista con notazione proporzionale, svincolata dai segni di battuta, giocata su ampie escursioni di registro, sulla ricerca di effetti timbrici e continui dislivelli dinamici, contrappuntata da una densa trama degli archi che ricorrono a diverse modalità di esecuzione (ponticello, col legno, armonici, glissati aperiodici intorno a un intervallo dato) e all’uso sistematico di clusters e fasce armoniche, molto vicino alla scrittura per archi di Krzysztof Penderecki.”. Un anno dopo, nel 1975, Martinotti ha composto Steraf II per grande orchestra eseguita dall’Orchestra Filarmonica di Copenaghen). “Qui il gioco delle masse sonore sfrutta una netta divisione per famiglie strumentali e gruppi omogenei (con un ricco set di percussioni), la proiezione degli strumenti dell’orchestra nei registri estremi, la continua contrapposizione tra «tutti» e zone cameristiche, tra sezioni statiche e altre di estrema concitazione ritmica. Dello stesso anno è Paradigmi, lavoro nel quale all’orchestra si unisce un nastro stereofonico, usato come cerniera tra le sezioni strumentali e come un supplementare strato di colore”.  Nel 1980 Martinotti ha composto Astrazioni, in cui le masse sonore si presentano in blocchi più compatti, con il flauto ancora una volta in primo piano in breve ruolo solistico. Più articolato e complesso risulta invece Preludio a Futura, composizione del 1982 per voce recitante e orchestra, che negli intenti dell’autore doveva costituire lo studio preparatorio per l’opera in tre atti  Futura (1985, inedita), che non fu mai rappresentata a causa della morte prematura del Maestro. L’opera è in tre atti su libretto del poeta Umberto Bertozzi, nella quale trovano compimento le tecniche compositive già utilizzate nelle precedenti composizioni. La vicenda racconta la storia di Passato, un anziano violinista combattuto tra i fantasmi della memoria evocati con il suo strumento, e di una giovane donna, Futura, che, sconvolta dall’apparizione dello spettro della madre morta, uccide il vecchio e si toglie la vita.
Sono da ricordare anche le numerose revisioni di musiche dell’epoca barocca, di autori come Maurizio Cazzati e Antonio Vivaldi, e le orchestrazioni dell’Arte della fuga e dell’Offerta musicale di J.S. Bach, molto apprezzata dal violinista e compositore Gidon Kremer, che le ha inserite nel repertorio dell’orchestra da camera Kremerata baltica, in occasione delle celebrazioni bachiane del 2000.

## Discografia
- Domenico Cimarosa, Li sposi per accidente, Cettina Cadelo, Antonio Cassinelli, Faverio, Ferracini, Ferrario, Ravazzi, Orchestre de la Suisse Romande, 1970, disco Foyer.
- Gioacchino Rossini, La Matilde di Shabran, Valdenassi, Pietro Bottazzo, Rolando Panerai, Maria Casula, Trimarchi, Teatro dell'Opera di Genova, 1974.
- Gaetano Donizetti, La figlia del reggimento, Anna di Stasio, Reri Grist, Wladimiro Ganzarolli, Luigi Alva, Orchestre de la Suisse Romande, live Ginevra 9 novembre 1978, CD Gala Records.

- Discografia parziale disponibile su Discogs